# Zbigniew Cieślik
Zbigniew Cieślik  (ur. 2 października 1949 w Olkuszu) – żołnierz, polski oficer dyplomowany wojsk zmechanizowanych i pancernych, generał dywizji Wojska Polskiego w stanie spoczynku, były szef Generalnego Zarządu Zasobów Osobowych w Sztabie Generalnym WP i szef sztabu – zastępca dowódcy Wojsk Lądowych. 

## Życiorys
Zbigniew Cieślik urodził się 2 października 1949 w Olkuszu. We wrześniu 1969 rozpoczął naukę jako podchorąży w Wyższej Szkole Oficerskiej Wojsk Zmechanizowanych we Wrocławiu, którą ukończył w sierpniu 1973. Promowany był przez gen. broni Floriana Siwickiego. Służbę zawodową rozpoczął jako dowódca plutonu, potem dowódca kompanii ochrony i regulacji w 2 Dywizji Zmechanizowanej w Nysie. Następnie w drodze wyróżnienia objął stanowisko oficera operacyjnego w sztabie 2DZ. W 1977 również w drodze wyróżnienia skierowany został na studia Akademii Sztabu Generalnego WP w Rembertowie, po ukończeniu których powierzono mu funkcję szefa sztabu – zastępca dowódcy 42 Pułku Zmechanizowanego w Żarach z 11 Dywizji Pancernej. 
W 1985 po ukończeniu kursu dowódców pułku został wyznaczony na dowódcę 25 Pułku Zmechanizowanego w Opolu z 10 Dywizji Pancernej. Dowodzona przez niego jednostka uzyskała tytuł przodującej w Śląskim Okręgu Wojskowego. W 1988 był wyznaczony do służby w Legionowie, gdzie objął stanowisko szefa sztabu – zastępca dowódcy 1 Warszawskiej Dywizji Zmechanizowanej. W 1990 został skierowany na studia w Akademii Sztabu Generalnego Sił Zbrojnych Federacji Rosyjskiej w Moskwie, które ukończył z wyróżnieniem w 1992, powierzono mu dowodzenie 1 Warszawską Dywizją Zmechanizowaną. Dowodzona przez niego dywizja dwukrotnie z rzędu była wyróżniona na szczeblu sił zbrojnych tytułem przodującego związku taktycznego. 
10 listopada 1994 awansowany na stopień generała brygady. Akt mianowania odebrał z rąk prezydenta Rzeczypospolitej Polskiej Lecha Wałęsy. W 1995 objął stanowisko zastępcy szefa Zarządu Operacyjno–Strategicznego w Sztabie Generalnym WP. Współautor opracowania „Program Modernizacji Technicznej i Integracji z Organizacją Traktatu Północnoatlantyckiego”. W 1995 w Stanach Zjednoczonych ukończył specjalistyczny kurs w zakresie roli prawa we współczesnych operacjach. W 1997 został skierowany na stanowisko szefa Zarządu Organizacyjnego SG WP, a od 1999 po zmianach organizacyjnych objął funkcję szefa Generalnego Zarządu Planowania Strategicznego (P5) SG WP. W tym samym roku ukończył kurs dla kierowniczej kadry sił zbrojnych w Centrum Marshala. Po wstąpieniu Polski do NATO kierował pierwszym opracowaniem „Program Przebudowy i modernizacji Technicznej sił zbrojnych w latach 2001–2006”. 
15 sierpnia 2000 podczas uroczystości z okazji Święta Wojska Polskiego na dziedzińcu Belwederu został awansowany na stopień generała dywizji. Akt mianowania odebrał z rąk prezydenta Rzeczypospolitej Polskiej Aleksandra Kwaśniewskiego. W 2001 powierzono mu stanowisko asystenta szefa Sztabu Generalnego WP. W latach 2002–2007 piastował stanowisko szefa Generalnego Zarządu Zasobów Osobowych (P1) w Sztabie Generalnym oraz funkcję szefa sztabu – zastępca dowódcy Wojsk Lądowych. W 2007 zakończył zawodową służbę wojskową. W resorcie ministerstwa obrony narodowej, po przejściu w stan spoczynku, podjął pracę w Akademii Obrony Narodowej, następnie w Akademii Sztuki Wojennej.

## Awanse
- podporucznik – 1973[1]

(...)
- generał brygady – 1994[4]
- generał dywizji – 2000[5]

## Ordery, odznaczenia i wyróżnienia
- Krzyż Kawalerski Orderu Odrodzenia Polski[4]
- Złoty Krzyż Zasługi[4]
- Odznaka Skoczka Spadochronowego Wojsk Powietrznodesantowych – 1972